# Geórgios Mavromikhalis
Geórgios Mavromikhalis (en grec: Γεώργιος Μαυρομιχάλης); Mani, 1800 - 1831) va pertànyer a la Societat Amistosa, que va ser un grup secret creat el 1814 a Odessa l'objectiu del qual era la independència de Grècia, que en aquell moment es trobava sota el domini otomà. Fou també un dels presumptes assassins de Ioannis Kapodístrias.

## Biografia
Nascut a Mani era el fill de Petros Mavromikhalis. Va viure a Istanbul per un llarg temps, ja que va ser enviat allà com a ostatge per garantir la lleialtat del seu pare cap al soldà. Des de 1818 s'havia unit a la Societat Amistosa.
Va prendre part en diverses batalles entre les quals la batalla de Dervenakion. El 1822, va viatjar amb el vell Germà de Patres a Verona. L'anyl 1825 va ser capturat a Neokastro, però aviat va ser alliberat prometent lleialtat a Mani, promesa que no va complir.
Més tard va viatjar a Nàuplia, a la seva arribada allà va ser empresonat junt amb el seu oncle Katsis Mavromikhalis. Després d'aquesta situació i també perquè Ioannis Kapodístrias va tractar de comprovar els privilegis dels notables, Geórgios Mavromikhalis i tota la família, van ser sotmesos a vigilància policíaca. El 27 de setembre de 1831 junt amb el seu oncle Constantí Mavromikhalis i la tolerància de la policia que custodiaven al governador, es va atribuir l'acusació que ell va matar Ioannis Kapodístrias fora de l'església de Sant Spiridon a Nafplio, clavant-li un ganivet en el cor, mentre que el seu oncle va disparar al governador, a la part posterior del cap. Després va fugir a l'ambaixada de França, que el va protegir de la gent que el perseguia. Més tard va ser lliurat a les autoritats per ser jutjat.
Condemnat per les seves accions va ser executat el 9 d'octubre a Nàuplia, en presència del seu pare, Petros Mavromikhalis, qui va ser empresonat per Augustinos Kapodístrias.